# Mieczysław Urbański
Mieczysław Urbański (6. ledna 1852 – 1944) byl rakouský statkář a politik polské národnosti z Haliče, na konci 19. století krátce poslanec Říšské rady.

## Biografie
Byl šlechtického původu. Patřil mu statek Haczów. Jeho ženou byla Heleną Bielecką. Manželé byli bezdětní.
Působil jako poslanec Haličského zemského sněmu, kam byl poprvé zvolen roku 1895 za kurii velkostatkářskou. V únoru 1907 ho zemský sněm zvolil do komise pro přípravu volební reformy. I v zemských volbách roku 1913 se znovu stal poslancem.
Na přelomu 19. a 20. století zastával funkci okresního maršálka v Brzozowě. Podle informací z roku 1907 byl okresním maršálkem už skoro 20 let.
Byl krátce i poslancem Říšské rady (celostátního parlamentu Předlitavska), kam usedl ve volbách roku 1891 za kurii velkostatkářskou v Haliči. Rezignoval brzy po volbách 13. dubna 1891. Ve volebním období 1891–1897 se uvádí jako Nikolaus Urbański, statkář. Do voleb v roce 1891 šel jako kandidát Polského klubu. Do parlamentu byl vybrán za region Sanok.